# 安藤正勝 (卓球選手)
安藤 正勝（あんどう まさかつ、1975年2月9日 - ）は、大阪府大阪市西成区出身の卓球選手。6段（京都府）。

## 経歴
愛知工業大学名電高等学校、愛知工業大学で同級生の今枝一郎、鬼頭明とともに活躍、1991年のインターハイで優勝、1993年の全日本大学対抗卓球選手権では準優勝、1994年には優勝している。また個人でも1994年。
、1995年の全日本学生卓球選手権では村上裕和に敗れベスト8となった。
大学卒業後は健勝苑に入り、1999年の全日本卓球選手権大会混合ダブルスでは西飯由香とのペアで優勝した。2000年には日本卓球協会にレジスタード・プロ登録を行い、バタフライとアドバイザリー契約を結んだ。
その後、卓球ブンデスリーガでプレーした後、豊橋市の企業、タイコウハウスの選手兼監督を務めていた。現在の所属はテーブルテニスセンターMYM。